# San Luis Obispo (Kalifornija)
San Luis Obispo je grad u američkoj saveznoj državi Kalifornija. Prema popisu stanovništva iz 2010. u njemu je živjelo 45.119 stanovnika.